# Божим
Божим (пол. Borzym, нем. Borin) — село в гмине Грыфино Грыфинского повета Западно-Поморского воеводства Польши.
Расположено на западных берегах озера Божимске примерно в 12 км к юго-востоку от Грыфино и в 26 км к югу от столицы региона Щецин  на северо-западе Польши, недалеко от границы с Германией. Бывшая усадьба цистерцианского аббатства из Колбача.

## История
Первое историческое упоминание о поселении датируется 1226 годом в качестве собственности цистерцианского аббатства в Колбаче. Пожертвование деревни монастырю подтверждается документами 1345 году. На карте Померанского герцогства Эйльхарда Любина за 1618 год деревня отмечена под наименованием Борин (нем. Borin). В 1653 году из заброшенных крестьянских земель был основан фольварк. На рубеже XV и XVI веков построена позднеготическая приходская церковь. В начале XVII века на территории деревни насчитывалось 39 феодальных владений — ланов. В переходый период от семнадцатого до восемнадцатого веков характеризовался экономическим и демографическим кризисом. Во второй половине XVIII века произведена реконструкция Божима. В дополнение к уже существующей таверне и кузнице, монахами построены школа и дом для вдов пасторов. 9 июля 1792 года в Божиме случился пожар, уничтоживший большую часть деревни — включая церковь, приходской дом и школу. На древних картах моностырской деревни XIX века отмечены главный костёл, церковный двор, крестьянская собственность, церковные строения, кладбище и мельница (за 1829 год); крестьянская собственность, костёл и кладбище (за 1842 год). К концу XIX века на территории деревни насчитывалось 634 жителей. После 1945 года в Божиме не существовало коллективных или государственных сельскохозяйственных угодий, хозяйств и учреждений, а земля принадлежала лишь частным собственникам. В период с 1945 по 1954 годов поселение находилось в составе гмины Божим. Согласно административному делению Польши за 1975—1998 годы, территория входит в состав Щецинского воеводства.

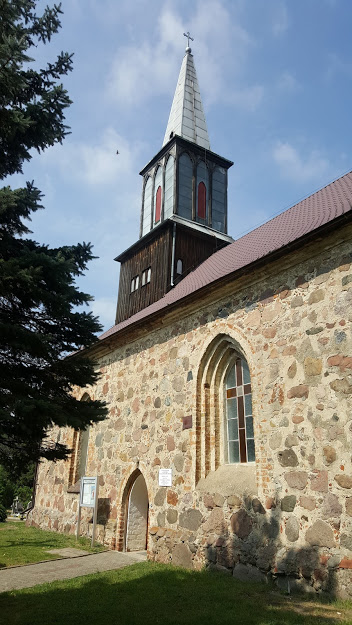
Костёл в Божиме

## Описание территории
Божим находится на высоте 34 метра над уровнем моря. Наивысшая точка территории в 68 примерных метрах и в 1,6 км к северу от Божима. Вокруг Божима большое количество озер. Смешанный лес. В окрестностях проживает около 50 человек на квадратный километр. Континентальный климат. Средняя температура +7°С. Самый теплый месяц июля +20°С, а самый холодный −7°С.

## Демография
Демография поселения по состоянию на 31 марта 2011 года:
|         | Всего | До трудоспособного возраста | Трудоспособного возраста | Старше трудоспособного возраста |
| ------- | ----- | --------------------------- | ------------------------ | ------------------------------- |
| Мужчины | 179   | 42                          | 121                      | 16                              |
| Женщины | 157   | 35                          | 97                       | 25                              |
| Всего   | 336   | 77                          | 218                      | 41                              |